# Never Let Me Down Again
«Never Let Me Down Again» és el dinovè senzill de Depeche Mode i el segon de l'àlbum Music for the Masses. Fou publicat el 24 d'agost de 1987 amb la producció de Daniel Miller i David Bascombe.
La cançó esdevingué molt popular, una de les favorites pels seus seguidors especialment en els concerts. Durant la gira de presentació de Music for the Masses, Depeche Mode solia tancar els concerts aquesta cançó. En el darrer concert de la gira Tour for the Masses realitzat a Pasadena el 18 de juny de 1988, en la part final de la cançó, Dave Gahan va aixecar els braços i els va començar a moure d'un costat a l'altre. El públic el va començar a imitar i aquesta escena va esdevenir una tradició repetint-se en tots els concerts quan interpreten «Never Let Me Down Again». La seva popularitat és tal en els seguidors que ha esdevingut el primer senzill de Depeche Mode que la banda ha inclòs en tots els concerts des del seu llançament, de manera que és la cançó que més cops han interpretat en directe.
La remescla inclosa en l'edició de 12", anomenada Split Mix, és més llarga que la versió original perquè conté una introducció i un final addicionals amb arranjaments d'estil techno. Aquests arranjaments es van allargar en la remescla Aggro Mix, cara-B de l'edició de 12" i disponible com a cançó extra del CD i del casset. La remescla Split Mix fou inclosa posteriorment en la compilació de remescles Remixes 81-04. La banda alemanya Digitalism va crear una altra resmescla l'any 2006 que fou inclosa com a cançó extra en els recopilatoris The Best Of, Volume 1 i Remixes 2: 81–11. El DJ suec Eric Prydz també va crear una remescla per aquest darrer recopilatori.
La portada del senzill presenta fragments d'un mapa soviètic de Rússia i Europa, amb fragments diferents per cada edició del senzill.
Del senzill s'editaren dos videoclips, per la versió original es va utilitzar la versió Split Mix i fou inclosa en l'àlbum de vídeos Strange, mentre que per la versió del senzill s'edità un videoclip més curt i que fou inclòs en The Videos 86>98. El videoclip fou dirigit per Anton Corbijn i, com a curiositat, la història del vídeo està continuada amb la del senzill "Behind the Wheel" del mateix àlbum.
Es van incloure dues cançons cara-B en el senzill: "Pleasure, Little Treasure" i "To Have and To Hold (Spanish Taster)". La primera és una cançó curta de ball, de la qual existeix una versió ampliada titulada Glitter Mix que aparegué com a cançó extra en les edicions de casset i CD de Music for the Masses i en la remasterització de 2006. La segona és una raresa que també apareix com a cançó extra en les edicions de casset i CD de l'àlbum.
La banda estatunidenca The Smashing Pumpkins va enregistrar una versió cover de la cançó i la va llançar com a cara-B del seu senzill "Rocket" (1994). En un concert a Los Angeles de 1998, Depeche Mode va convidar Billy Corgan, líder de la banda, a l'escenari per interpretar la cançó amb ells. Aquesta versió de la cançó fou inclosa en la banda sonora de la pel·lícula No és una altra estúpida pel·lícula americana (Not Another Teen Movie) (2001) junt a la versió d'una altra cançó de Depeche Mode, "But Not Tonight", en aquest cas realitzada per Scott Weiland de Stone Temple Pilots.

## Llista de cançons
7": Mute/Bong14 (Regne Unit) i Sire 28189-7 (Estats Units)
1. "Never Let Me Down Again" – 4:20
2. "Pleasure, Little Treasure" – 2:52

12": Mute/12Bong14 (Regne Unit)
1. "Never Let Me Down Again" (Split Mix) – 9:34
2. "Pleasure, Little Treasure" (Glitter Mix) – 5:34
3. "Never Let Me Down Again" (Aggro Mix) – 4:53

12": Mute/L12Bong14 (Regne Unit)
1. "Never Let Me Down Again" (Tsangarides Mix) – 4:22
2. "Pleasure, Little Treasure" (Join Mix) – 4:53
3. "To Have And To Hold" (Spanish Taster) – 2:33

12": Sire 20783-0 (Estats Units)
1. "Never Let Me Down Again" (Split Mix) – 9:34
2. "Never Let Me Down Again" (Aggro Mix) – 4:53
3. "Pleasure, Little Treasure" (Glitter Mix) – 5:34
4. "Pleasure, Little Treasure" (Join Mix) – 4:53
5. "Never Let Me Down Again" (Tsangarides Mix) – 4:22

Casset: Mute/CBong14 (Regne Unit)
1. "Never Let Me Down Again" (Split Mix) – 9:34
2. "Pleasure, Little Treasure" (Glitter Mix) – 5:34
3. "Never Let Me Down Again" (Aggro Mix) – 4:53

CD: Mute/CDBong14 (Regne Unit)
1. "Never Let Me Down Again" (Split Mix) – 9:34
2. "Pleasure, Little Treasure" (Join Mix) – 4:53
3. "To Have And To Hold" (Spanish Taster) – 2:33
4. "Never Let Me Down Again" (Aggro Mix) – 4:53

CD: Mute/CDBong14 (Regne Unit, 1991), Mute/CDBong14X (Regne Unit, 2004), Sire/Reprise 40329-2 (Estats Units, 1991) i Reprise CDBong14/R2 78892B (Estats Units, 2004)
1. "Never Let Me Down Again" – 4:20
2. "Pleasure, Little Treasure" – 2:52
3. "Never Let Me Down Again" (Split Mix) – 9:34
4. "Pleasure, Little Treasure" (Glitter Mix) – 5:34
5. "Never Let Me Down Again" (Aggro Mix) – 4:53
6. "Never Let Me Down Again" (Tsangarides Mix) – 4:22
7. "Pleasure, Little Treasure" (Join Mix) – 4:53
8. "To Have And To Hold" (Spanish Taster) – 2:33

- Totes les cançons foren compostes per Martin Gore.
- La versió Tsangarides Mix de "Never Let Me Down Again" fou remesclada per Chris Tsangarides.
- La versió Join Mix de "Pleasure, Little Treasure" fou remesclada per John Fryer i Paul Kendall.